# Taller de sentimientos
Taller de sentimientos es el sexto álbum de Pablo Abraira.
Con este disco refrenda su vigencia como uno de los mejores exponentes de la balada romántica, colocando en los primeros sitios de popularidad,
grandes, hermosos y románticos temas, tales como: Hombre de la calle, Soy quien siente tu mirada, Gracias, María, y el más conocido, Vuelve.

## Canciones
1. Para ti
2. Hombre de la calle
3. María
4. Estás
5. Soy quien siente tu mirada
6. Vuelve
7. Poema
8. Ha pasado el tiempo
9. Gracias

## Créditos
- Letra y música: Pablo Abraira, Manuel González Toro.
- Producción: Pablo Abraira, Manuel González Toro, Eduardo Ramírez.
- Arreglos y dirección: Manuel González Toro.
- Grabado y mezclado por: Fernando Fernández y Tito Saavedra.
- Estudio: Sintonía, Circus (Madrid, España).

- Datos: Q6138317